# سوکورو (سانتاندر)
سوکورو (سانتاندر) (به اسپانیایی: Socorro, Santander) یک سکونتگاه مسکونی در کلمبیا است که در بخش سانتاندر واقع شده‌است.

## خصوصیات
سوکورو ۱۲۲٫۱۰ کیلومترمربع مساحت دارد ۱٬۳۰۰ متر بالاتر از سطح دریا واقع شده‌است.